# Самотечь
Самотечь (бел. Самацеч) — река в Дзержинском районе Минской области Белоруссии, правый приток Перетути. Площадь водосбора 44 км². Средний наклон водной поверхности 4,1 ‰. Начинается в урочище Ясево в 2 км к северу от деревни Старинки, течёт на южных склонах Минской возвышенности, впадает в Перетуть к северу от деревни Старая Рудица. Пойма участками заболочена. Около деревни Старинки образует пруд площадью 0,03 км².